# Go-Mizuno-o
Go-Mizuno-o, född 1596, död 1680, var regerande kejsare av Japan mellan 1611 och 1629.